# Corso di fisica teorica
Il Corso di fisica teorica è una monumentale serie di libri in dieci volumi, il cui scopo è di trattare tutta la fisica teorica, che fu iniziata da Lev Landau e scritta in collaborazione con il suo studente Evgenij Lifšic a partire dalla fine degli anni '30. Dopo la morte di Landau, Lifšic portò avanti il progetto, in collaborazione con Lev Pitaevskii e Vladimir Berestetskii, scrivendo i volumi che ancora mancavano.
Si dice che Landau abbia composto gran parte della serie nella sua testa mentre era in una prigione dell'NKVD fra il 1938 e il 1939. Tuttavia, quasi tutta la scrittura effettiva dei primi volumi è stata fatta da Lifšic, dando luogo al motto, "non una parola di Landau e non un pensiero di Lifšic", anche se il ruolo di Lifšic è stato in seguito rivalutato. Tale serie viene solitamente chiamata "Landau e Lifšic". Per molto tempo, l'introduzione presente nel primo volume del corso (Meccanica) fu l'unica fonte disponibile sulla vita di Landau.
In lingua italiana la traduzione del corso fu pubblicata dalla Editori Riuniti, che l'ha successivamente ristampata nel XXI secolo.

## Accoglienza
La presentazione del materiale è di livello avanzato e generalmente considerata adatta per corsi universitari specializzati. Nonostante questo carattere abbastanza di nicchia, si stima che al 2005 siano stati venduti circa un milione di volumi del Corso.
La serie è stata definita "rinomata" da Science e "celebrata" da American Scientist. Una nota in Mathematical Reviews afferma: "L'utilità e il successo di questo corso sono stati dimostrati dal gran numero di edizioni successive in russo, inglese, francese, tedesco e altre lingue". In una celebrazione del centenario della carriera di Landau, fu osservato come il Corso mostrasse "una longevità senza precedenti".
Nel 1962, Landau e Lifšic ricevettero il Premio Lenin per il loro lavoro sul Corso. Si trattò della prima volta in cui il premio Lenin fu assegnato per l'insegnamento della fisica.
In Italia la serie fu particolarmente apprezzata dagli studenti di fisica (soprattutto negli anni '70 e '80) anche per il suo basso costo e per la sua facile reperibilità, dato che fu distribuita anche in librerie non specializzate.

## Elenco dei volumi

### Volume 1: Meccanica
Il volume 1 descrive la meccanica classica senza la relatività speciale o generale, utilizzando i formalismi lagrangiani e hamiltoniani.

### Volume 2: Teoria dei campi
Il volume 2 tratta la meccanica relativistica delle particelle e la teoria classica dei campi, in particolare la relatività speciale per l'elettromagnetismo, e la relatività generale per la gravitazione.

### Volume 3: Meccanica quantistica: teoria non relativistica
Il volume 3 copre le basi della meccanica quantistica, senza l'utilizzo della relatività speciale.

### Volume 4: Teoria quantistica relativistica
L'edizione originale comprendeva due libri, etichettati come parte 1 e parte 2. Il primo copriva aspetti generali della meccanica quantistica relativistica e della teoria quantistica dei campi, portando all'elettrodinamica quantistica. Il secondo proseguiva con l'elettrodinamica quantistica e ciò che si sapeva allora sulle interazioni forti e deboli. Questi volumi furono pubblicati all'inizio degli anni '70, in un momento in cui le interazioni forti e deboli non erano ancora ben comprese. Nella seconda edizione, le sezioni corrispondenti furono scartate e sostituite da approfondimenti sull'elettrodinamica quantistica (che era invece ben consolidata), e le due parti furono unificate in una sola, fornendo così l'esposizione della teoria quantistica relativistica dei campi per l'interazione elettromagnetica come il prototipo di una teoria quantistica dei campi.

### Volume 5: Fisica statistica - Parte prima
Il volume 5 copre le basi della meccanica statistica e della termodinamica, con alcune applicazioni alle reazioni chimiche, alle transizioni di fase e alla fisica della materia condensata.

### Volume 6: Meccanica dei fluidi
Il volume 6 copre tutti gli aspetti generali della meccanica dei fluidi, dai fluidi ideali a quelli viscosi. Include inoltre un breve capitolo sulla meccanica dei fluidi relativistica e un altro su quella dei superfluidi.

### Volume 7: Teoria dell'elasticità
Il volume 7 copre la teoria dell'elasticità dei solidi, inclusi i solidi viscosi, le vibrazioni e le onde nei cristalli con dislocazioni, e un capitolo sulla meccanica dei cristalli liquidi.

### Volume 8: Elettrodinamica dei mezzi continui
Il volume 8 tratta l'elettromagnetismo nei materiali e include un certo numero di argomenti della fisica della materia condensata (come il ferromagnetismo o la superconduttività), un capitolo sulla magnetoidrodinamica e un altro sull'ottica non lineare.

### Volume 9: Fisica statistica 2. Teoria dello stato condensato
Il volume 9 è un continuo del volume 5, con più applicazioni alla teoria della materia condensata (come superconduttività e superfluidità).

### Volume 10: Fisica cinetica
Il volume 10 presenta varie applicazioni della teoria cinetica alla fisica della materia condensata e a metalli, isolanti e transizioni di fase.